# Julio Peralta
Julio Peralta (Paramaribo, 9 september 1981) is een Chileens professioneel tennisser. Hij won reeds vijf ATP-toernooien. Tevens won hij tien challengers in het dubbelspel en één in het enkelspel.

## Palmares
| Legenda                       | Legenda               |
| ----------------------------- | --------------------- |
| Grand Slam                    |                       |
| Olympische Spelen             |                       |
| tot 2009                      | vanaf 2009            |
| Tennis Masters Cup            | ATP Finals            |
| ATP Masters Series            | ATP Tour Masters 1000 |
| ATP International Series Gold | ATP Tour 500          |
| ATP International Series      | ATP Tour 250          |

### Enkelspel
| Nr.                          | Datum           | Toernooi       | Ondergrond | Tegenstander in finale | Score            | Details |
| ---------------------------- | --------------- | -------------- | ---------- | ---------------------- | ---------------- | ------- |
| Gewonnen finales challengers |                 |                |            |                        |                  |         |
| 1.                           | 3 augustus 2003 | Belo Horizonte | Hardcourt  | Danai Udomchoke        | 7-6(6), 1-6, 6-1 |         |

### ATP-tour (dubbelspel)
| Nr.                          | Datum             | Toernooi            | Ondergrond    | Partner                 | Tegenstanders in finale            | Score               | Details |
| ---------------------------- | ----------------- | ------------------- | ------------- | ----------------------- | ---------------------------------- | ------------------- | ------- |
| Gewonnen finales             |                   |                     |               |                         |                                    |                     |         |
| 1.                           | 28 februari 2016  | ATP São Paulo       | Gravel        | Horacio Zeballos        | Pablo Carreño Busta David Marrero  | 4-6, 6-1, [10-5]    | Details |
| 2.                           | 24 juli 2016      | ATP Gstaad          | Gravel        | Horacio Zeballos        | Mate Pavic Michael Venus           | 7-6(2), 6-2         | Details |
| 3.                           | 25 september 2016 | ATP Metz            | Hardcourt (i) | Horacio Zeballos        | Mate Pavic Michael Venus           | 6-3, 7-6(4)         | Details |
| 4.                           | 16 april 2017     | ATP Houston         | Gravel        | Horacio Zeballos        | Dustin Brown Frances Tiafoe        | 4-6, 7-5, [10-6]    | Details |
| 5.                           | 22 juli 2018      | ATP Båstad          | Gravel        | Horacio Zeballos        | Simone Bolelli Fabio Fognini       | 6-3, 6-4            | Details |
| 6.                           | 29 juli 2018      | ATP Hamburg         | Gravel        | Horacio Zeballos        | Oliver Marach Mate Pavić           | 6-1, 4-6, [10-6]    | Details |
| Verloren finales             |                   |                     |               |                         |                                    |                     |         |
| 1.                           | 12 februari 2017  | ATP Quito           | Gravel        | Horacio Zeballos        | James Cerretani Philipp Oswald     | 3-6, 1-2, opgave    | Details |
| 2.                           | 26 augustus 2017  | ATP Winston-Salem   | Hardcourt     | Horacio Zeballos        | Jean-Julien Rojer Horia Tecau      | 3-6, 4-6            | Details |
| 3.                           | 14 september 2017 | ATP Sint-Petersburg | Hardcourt (i) | Horacio Zeballos        | Roman Jebavy Matwe Middelkoop      | 4-6, 4-6            | Details |
| 4.                           | 22 oktober 2017   | ATP Antwerpen       | Hardcourt (i) | Santiago González       | Scott Lipsky Divij Sharan          | 4-6, 6-2, [5-10]    | Details |
| Gewonnen finales challengers |                   |                     |               |                         |                                    |                     |         |
| 1.                           | 3 mei 2015        | Tallahassee         | Gravel        | Dennis Novikov          | Somdev Devvarman Sanam Singh       | 6-2, 6-4            |         |
| 2.                           | 18 oktober 2015   | Corrientes          | Gravel        | Horacio Zeballos        | Guillermo Durán Maximo Gonzalez    | 6-2, 6-3            |         |
| 3.                           | 8 november 2015   | Bogota              | Gravel        | Horacio Zeballos        | Nicolas Barrientos Eduardo Struvay | 6-3, 6-4            |         |
| 4.                           | 15 november 2015  | Buenos Aires        | Gravel        | Horacio Zeballos        | Lucas Arnold Ker Guido Andreozzi   | 6-2, 7-5            |         |
| 5.                           | 31 januari 2016   | Bucaramanga         | Gravel        | Horacio Zeballos        | Sergio Galdós Luis David Martínez  | 6-2, 6-2            |         |
| 6.                           | 13 maart 2016     | Santiago            | Gravel        | Hans Podlipnik Castillo | Facundo Bagnis Maximo Gonzalez     | 7-6(4), 4-6, [10-5] |         |
| 7.                           | 30 april 2016     | Tallahassee         | Gravel        | Dennis Novikov          | Peter Luczak Marc Polmans          | 3-6, 6-4, [12-10]   |         |
| 8.                           | 11 september 2016 | Genua               | Gravel        | Horacio Zeballos        | Aliaksandr Bury Andrei Vasilevski  | 6-4, 6-3            |         |
| 9.                           | 16 oktober 2016   | Buenos Aires        | Gravel        | Horacio Zeballos        | Sergio Galdós Fernando Romboli     | 7-6(5), 7-6(1)      |         |
| 10.                          | 22 oktober 2016   | Santiago            | Gravel        | Horacio Zeballos        | Maximo Gonzalez Sergio Galdós      | 6-3, 6-4            |         |

## Resultaten grote toernooien
| Legenda | Legenda                          |
| ------- | -------------------------------- |
| g.t.    | geen toernooi gehouden           |
| l.c.    | lagere categorie                 |
| –       | niet deelgenomen                 |
| G       | uitgeschakeld in de groepsfase   |
| 1R      | uitgeschakeld in de eerste ronde |
| 2R      | uitgeschakeld in de tweede ronde |
| 3R      | uitgeschakeld in de derde ronde  |
| 4R      | uitgeschakeld in de vierde ronde |
| KF      | uitgeschakeld in de kwartfinale  |
| HF      | uitgeschakeld in de halve finale |
| F       | de finale verloren               |
| W       | het toernooi gewonnen            |
| w-v     | winst/verlies-balans             |

### Dubbelspel
| grandslamtoernooien  |      |    |      |      |
| Australian Open      | –    | –  | 1R   | 1R   |
| Roland Garros        | –    | 2R | KF   | 2R   |
| Wimbledon            | –    | 1R | 2R   | 2R   |
| US Open              | 1R   | 1R | 2R   | 2R   |
| ATP Masters 1000     |      |    |      |      |
| Indian Wells         | –    | –  | –    | 1R   |
| Miami                | –    | –  | –    | –    |
| Monte Carlo          | –    | –  | –    | –    |
| Madrid               | –    | –  | –    | –    |
| Rome                 | –    | –  | –    | 1R   |
| Montréal/Toronto     | –    | –  | –    | –    |
| Cincinnati           | –    | –  | –    | –    |
| Shanghai             | –    | –  | KF   | KF   |
| Parijs               | –    | –  | 2R   | –    |
| olympisch            |      |    |      |      |
| Olympische Spelen    | g.t. | –  | g.t. | g.t. |
| statistieken         |      |    |      |      |
| totaal aantal titels | 0    | 3  | 1    | 0    |
| eindejaarsranking    | 105  | 44 | 29   |      |